# Rachel Goh
Rachel Goh (Melbourne (Victoria), 14 april 1986) is een Australische zwemster.

## Carrière
Bij haar internationale debuut, op de wereldkampioenschappen kortebaanzwemmen 2008 in Manchester, eindigde Goh als vierde op de 100 meter rugslag, op de 50 meter rugslag strandde ze in de series. Samen met Sarah Katsoulis, Felicity Galvez en Alice Mills veroverde ze de zilveren medaille op de 4x100 meter wisselslag.
Op de wereldkampioenschappen kortebaanzwemmen 2010 in Dubai sleepte de Australische de zilveren medaille in de wacht op de 50 meter rugslag, daarnaast eindigde ze als vijfde op de 100 meter rugslag. Op de 4x100 meter wisselslag legde ze samen met Leisel Jones, Felicity Galvez en Marieke Guehrer beslag op de bronzen medaille.
Tijdens de wereldkampioenschappen kortebaanzwemmen 2012 in Istanboel eindigde Goh als vierde op de 100 meter rugslag en als zesde op de 50 meter rugslag. Samen met Sarah Katsoulis, Marieke Guehrer en Angie Bainbridge veroverde ze de zilveren medaille op de 4x100 meter wisselslag.

## Internationale toernooien
| Jaar | Olympische Spelen | WK langebaan  | WK kortebaan                                          | PanPacs       | Gemenebestspelen |
| ---- | ----------------- | ------------- | ----------------------------------------------------- | ------------- | ---------------- |
| 2008 | geen deelname     |               | 17e 50m rugslag · 4e 100m rugslag · 4x100m wisselslag |               |                  |
| 2009 |                   | geen deelname |                                                       |               |                  |
| 2010 |                   |               | 50m rugslag · 5e 100m rugslag · 4x100m wisselslag     | geen deelname | geen deelname    |
| 2011 |                   | geen deelname |                                                       |               |                  |
| 2012 | geen deelname     |               | 6e 50m rugslag · 4e 100m rugslag · 4x100m wisselslag  |               |                  |

## Persoonlijke records
Bijgewerkt tot en met 5 april 2011
Kortebaan
| Afstand      | Tijd  | Datum            | Plaats  |
| ------------ | ----- | ---------------- | ------- |
| 50m rugslag  | 26,54 | 19 december 2010 | Dubai   |
| 100m rugslag | 56,99 | 23 oktober 2011  | Berlijn |

Langebaan
| Afstand      | Tijd    | Datum           | Plaats   |
| ------------ | ------- | --------------- | -------- |
| 50m rugslag  | 28,64   | 5 april 2011    | Sydney   |
| 100m rugslag | 1.01,43 | 6 augustus 2010 | Victoria |